# Spodnja Velka
Spodnja Velka este o localitate din comuna Šentilj, Slovenia, cu o populație de 425 de locuitori.